# PATA
PATA（パタ、本名：石塚 智昭（いしづか ともあき）、1965年〈昭和40年〉11月4日 - ）は、日本のギタリスト。ロックバンド、X JAPANのメンバー。千葉県千葉市出身。血液型はB型。ステージネーム（屋号）はPATAだが、hideやファンからは「石塚（大）先生」と呼ばれている。由来は、漫画「パタリロ！」の主人公である「パタリロ・ド・マリネール8世」から。同単行本の44巻にPATA本人が登場している。

## 来歴
- 1965年11月4日、千葉県で生まれる。父親は教師だった。
- 1982年、自身のバンド「BLACK ROSE」を結成。後に「JUDY」と改名。
- 1985年、JUDYが解散。しばらくは特定のバンドに所属はしていなかったようである。
- 1987年1月、ギターパートのヘルパーとしてX（X JAPAN）のレコーディングに参加。同年4月、ギタリストのISAOが事故で脱退となったXのライブに再びヘルパーとして呼ばれ、ライブ後にそのまま正式加入となる。
- 1989年4月21日、XのギタリストとしてCBSソニーよりメジャーデビュー。
- 1992年8月24日、XがX JAPANに改名。
- 1993年11月4日、アルバム『PATA』でBMG VICTOR/ariolaよりソロデビュー。
- 1994年と1996年、hide solo tourに出演。
- 1997年9月22日、X JAPAN解散を発表。
- 1997年12月31日、X JAPANがThe Last Liveを行い解散。
- 1998年2月21日、NoB（元MAKE-UPのヴォーカリスト）とP.A.Fを結成しシングル「LOVE & FAKE」でデビュー。
- 1998年、hide with Spread Beaverのツアーにゲストギタリストとして出演。
- 1999年5月1日、HEATH（X JAPANのベーシスト）とI.N.A（hide with Spread Beaver）と組んでトリビュートアルバム『hide TRIBUTE SPIRITS』にhideのデモテープを使った「CELEBRATION」で参加。
- 2000年秋、hide TRIBUTEで組んだheath、I.N.AとDope HEADzを結成。ラジオ番組でDope HEADzのヴォーカリストを募集するという企画を敢行。
- 2001年2月22日、Dope HEADzが新人ヴォーカリストJO:YAを加えシングル「GLOW」でUNLIMITED RECORDSよりデビュー。
- 2002年、鈴木享明(B/ex.TENSAW、The TOYS)と向山テツ（Dr/ex.Cocco, ex.RED WARRIORS）と共にRa:IN（ライン）を結成（サポートメンバーであったD.I.Eが2007年に正式メンバーとして加入）。
- 2003年3月、Dope HEADz活動休止。
- 2007年、X JAPAN再結成。
- 2007年10月22日、X JAPAN再結成イベント。アクアシティお台場にて「I.V.」PV撮影。
- 2008年3月28日-30日、東京ドームにてX JAPAN 3 DAYSライブ『攻撃再開 2008 I.V.～破滅に向かって～』開催
（28日『～破壊の夜～』、29日『～無謀な夜～』（追加公演）、30日『～創造の夜～』）。
- 2008年5月3日 、Ra:INのメンバーとして、そしてhide with Spread Beaverのゲストギタリストとして、5月4日、X JAPANのメンバーとして、hide十周忌追悼ライブ hide memorial summit（多数のバンドやミュージシャンが出演のライブ））に出演。
- 2008年7月5日のパリ、8月2日の台北、9月13日のニューヨークのX JAPANの公演の発表後、世界各国から公演依頼が殺到し、2008年6月現在発表している以外の日本を含め、全世界を回る大規模なツアーを予定していたが、YOSHIKIの持病の頸椎椎間板ヘルニアと腱鞘炎が悪化したため、全公演の延期を決定。
- 2008年7月19日、出演したロック映画「attitude」が下北沢トリウッドにて封切り（後にDVD化リリース）。
- 2008年8月1日、目黒鹿鳴館で行われたDYNAMITE TOMMY監督の映画「attitude」上映記念ライブ「ROCK ALIVE」に"TOKYOYANKEES ＋ PATA"名義で出演。TAIJIとの久しぶりの競演を果たす。
- 2016年1月15日、Ra:INのライブをキャンセルし、体調不良で入院する。2月3日には、YOSHIKIから大腸憩室炎と門脈塞栓症を併発していることが発表され、X JAPANのアルバムとライブ活動が延期になる。
- 2016年3月18日、SXSW 2016でのYOSHIKIのスピーチにて、退院したことが明らかにされたが、8月に手術のため再入院し、8月10日に自身のフェイスブックで退院を報告[3]。
- 2023年、hide with Spread Beaverの約25年ぶりのライブを行った。
- 2023年11月、The LAST ROCKSTARS「PSYCHO LOVE」東京公演にゲストとして参加した[4][5][6]。
- 2024年、初の自伝『PATA 酔っ払いの回顧録』をリットーミュージックより発売[7][8][9][10][11]。

## ディスコグラフィ

### スタジオ・アルバム
| 発売日        | 名義                  | タイトル           | 備考                              |
| ------------- | --------------------- | ------------------ | --------------------------------- |
| 1993年11月4日 | Pata                  | PATA               |                                   |
| 1995年7月5日  | Pata                  | Raised on rock     |                                   |
| 1998年3月25日 | P.A.F. featuring Pata | Patent Applied For |                                   |
| 1999年2月24日 | Pata's P.A.F.         | PAT. #0002         |                                   |
| 2001年6月6日  | Dope HEADz            | PRIMITIVE IMPULSE  |                                   |
| 2002年7月24日 | Dope HEADz            | PLANET OF THE Dope |                                   |
| 2003年11月7日 | Ra:IN                 | The Line           |                                   |
| 2006年3月8日  | Ra:IN                 | BEFORE THE SIREN   | 台湾盤が2006年8月24日にリリース。 |
| 2008年4月9日  | Ra:IN                 | METAL BOX          |                                   |

### ライブ・アルバム
| 発売日        | 名義          | タイトル               | 備考 |
| ------------- | ------------- | ---------------------- | --- |
| 1999年7月23日 | Pata's P.A.F. | Live                   | |
| 2008年3月19日 | hide          | PSYENCE A GO GO        | hide solo tour 1996 『PSYENCE A GO GO』より、代々木第一体育館での公演を収録。                               |
| 2008年4月23日 | hide          | HIDE OUR PSYCHOMMUNITY | hide FIRST SOLO TOUR '94『HIDE OUR PSYCHOMMUNITY 〜hideの部屋へようこそ〜』での横浜アリーナ公演を完全収録。 |

### シングル
| 発売日         | 名義                  | タイトル           | 備考                   |
| -------------- | --------------------- | ------------------ | ---------------------- |
| 1994年9月21日  | Pata                  | Fly Away           |                        |
| 1995年1月21日  | Pata Project          | SHINE ON ME        |                        |
| 1998年2月21日  | P.A.F. featuring Pata | LOVE & FAKE        |                        |
| 1998年10月21日 | Pata's P.A.F.         | SLAPSTICK LIFE     |                        |
| 1999年1月21日  | Pata's P.A.F.         | THE BIG TIME       |                        |
| 2001年2月21日  | Dope HEADz            | GLOW               |                        |
| 2001年4月25日  | Dope HEADz            | TRUE LIES          |                        |
| 2003年4月      | Ra:IN                 | The Border         | ライブ会場限定販売     |
| 2009年         | Ra:IN                 | Circle/Psychogenic | 欧州ツアー会場限定販売 |

### 映像作品
| 発売日        | 名義  | タイトル                                        | 備考     |
| ------------- | ----- | ----------------------------------------------- | -------- |
| 1994年4月21日 | Pata  | Pata's Bootleg At Nissin Power Station Shinjuku |          |
| 2007年8月     | Pata  | PATA 直伝 IMPROVISATION GUITAR STYLE            | ATDV-139 |
| 2007年9月1日  | Ra:IN | HARD RAIN & ROCKS LIVE                          |          |

### 参加作品
| 発売日         | アーティスト    | タイトル                                  | 収録曲                | 備考                                                                                            |
| -------------- | --------------- | ----------------------------------------- | --------------------- | ----------------------------------------------------------------------------------------------- |
| 1997年6月18日  | Various Artists | Char Tribute : Psyche - Delicious         | 「You Keep Snowin'」  | Pataとしての参加。                                                                              |
| 1999年5月1日   | Various Artists | hide TRIBUTE SPIRITS                      | 「CELEBRATION」       | hideが生前に残していたデモ音源を使用しており、I.N.A,PATA,heath featuring hide名義となっている。 |
| 2002年5月16日  | Various Artists | Cafe Le PSYENCE-hide LEMONed Compilation- | 「evening rose」      | Dope HEADzとして参加                                                                            |
| 2013年12月18日 | Various Artists | hide TRIBUTE VII -Rock SPIRITS-           | 「ピンク スパイダー」 | Shame、PATA、CHIROLYN、JOE、I.N.Aで構成されるTHE PINK SPIDERSとしての参加。                     |

## DVD
- 初の教則DVD『PATA 直伝 IMPROVISATION GUITAR STYLE DVD』（2007年8月20日）

## 著書
- 初の自伝「PATA 酔っ払いの回顧録」（2024年2月13日 リットーミュージック）[12]